# Gabriele Gorcitza
Gabriele Gorcitza (* 23. Januar 1952 in Herne) ist eine deutsche Politikerin und ehemalige Landtagsabgeordnete (SPD).

## Leben und Beruf
Nach dem Schulbesuch absolvierte sie eine kaufmännische Ausbildung und war als Industriekauffrau und später als Betriebswirtin tätig. Sie ist verheiratet und hat ein Kind.
Der SPD gehört Gorcitza seit 1976 an. Sie war in verschiedenen Gremien der SPD tätig und bis zum 20. Januar 2016 Vorsitzende des Kreisverbands Herne der Arbeiterwohlfahrt.

## Abgeordnete
Vom 31. Mai 1990 bis 2. Juni 2005 war Gorcitza Mitglied des Landtags des Landes Nordrhein-Westfalen. Sie wurde jeweils in den Wahlkreisen 128 Herne I bzw. 127 Herne I - Bochum IV direkt gewählt.
Dem Stadtrat der Stadt Herne gehörte sie von 1984 bis 1990 an.